# 29 de octubre
El 29 de octubre es el 302.º (tricentésimo segundo) día del año —el 303.º (tricentésimo tercero) en los años bisiestos— en el calendario gregoriano. Quedan 63 días para finalizar el año.

## Acontecimientos
- 539 a. C.: Caída de Babilonia. Ciro el Grande anexa el territorio a Persia, terminando con más de 1200 años de Imperio babilónico. Tras tomar la ciudad, Ciro libera a los judíos.
- 312 d. C.: Constantino el Grande regresa a Roma tras triunfar en la Batalla del Puente Milvio.
- 1219: se funda la ciudad de Tetela de Ocampo, Puebla por cuatro tribus chichimecas provenientes del noroeste de México.
- 1507: Fernando el Católico nombra al almirante Diego Colón gobernador de las Indias con asiento en Santo Domingo de Guzmán.
- 1591: en Roma, Inocencio IX asume como papa sucediendo a Gregorio XIV.
- 1762: Pedro de Cevallos, gobernador de Buenos Aires, reconquista Colonia del Sacramento para España.
- 1787: en el Teatro Estatal de Praga, Mozart estrena la ópera Don Giovanni.
- 1792: en Cuba se desata la Tormenta de San Francisco. En La Habana el huracán arrastra un bergantín hasta la falda del castillo de Atarés (terminado de construir el año anterior), a 200 metros de la costa de la ensenada de Atarés.
- 1812: en México, los patriotas al mando del cura José María Morelos, toman la villa de Orizaba.
- 1821: en Centroamérica, la Intendencia de Costa Rica se independiza del Reino de España.
- 1837: en el Teatro San Carlo, en Nápoles (Italia), estreno de la ópera Roberto Devereux de Gaetano Donizetti.
- 1839: en la villa de Dolores (a 100 km al sur de la ciudad de Buenos Aires), fracasa un movimiento armado para derribar al Gobierno popular de Juan Manuel de Rosas.
- 1859: España declara la guerra a Marruecos por destruir unas fortificaciones en Ceuta.
- 1862: en el Teatro Bolshoi Kammeny de San Petersburgo (Rusia), Giuseppe Verdi estrena la ópera La forza del destino.
- 1863: se funda el Comité Internacional de la Cruz Roja.
- 1876: en España se establece la Institución Libre de Enseñanza.
- 1879: en Santander (España), el patriota independentista cubano José Martí termina su período en prisión.
- 1888: en Turquía se firma la Convención de Constantinopla, que garantiza la libre circulación por el Canal de Suez durante períodos de guerra y de paz.
- 1897: En La Yaya (Cuba) ―en el marco de la guerra de independencia de Cuba― se promulga la Constitución de La Yaya, considerada la más completa carta magna de la República en Armas. Bartolomé Masó es designado presidente de la República.
- 1898: En Cuba, el patriota independentista Máximo Gómez decide enviar un pliego escrito al presidente estadounidense William McKinley (1843-1901), donde le expone la situación difícil del pueblo cubano en su lucha contra el ejército español.
- 1913: en San Salvador (El Salvador) inundaciones causan enormes destrozos y muchas víctimas.
- 1921: en Estados Unidos comienza el segundo proceso del caso Sacco y Vanzetti.
- 1922: en Italia Víctor Manuel III confía el poder a Benito Mussolini.
- 1923: en Turquía, Kemal Ataturk asume la primera presidencia de la nueva república.
- 1929: en Nueva York (Estados Unidos) comienza la Gran Depresión con la caída de la bolsa en el día conocido como Martes Negro.
- 1933: en el Teatro de la Comedia, en Madrid (España), José Antonio Primo de Rivera pronuncia el Discurso de fundación de Falange Española donde establece las bases del pensamiento joseantoniano.
- 1944: en el marco de la Segunda Guerra Mundial termina la ofensiva Petsamo-Kirkenes con la expulsión de las tropas de la Alemania nazi, por parte del Ejérciro Rojo del norte de Noruega y de la región de Petsamo (actual Pechenga).
- 1945: en París, Jean-Paul Sartre pronuncia la conferencia "El existencialismo es un humanismo", punto de partida de ese movimiento.
- 1946: llega a Cuba a través de la ciudad de Camagüey el jefe mafioso estadounidense Lucky Luciano.
- 1947: en Bruselas se lleva a cabo la unión aduanera entre Bélgica, Países Bajos y Luxemburgo, conocida como Benelux.
- 1956:
  - en Egipto, el presidente Gamal Abdel Nasser, nacionalizó el Canal de Suez, estallando así la Guerra del Sinaí.
  - Masacre en la embajada de Haití en Cuba.
- 1958: sobre una torre de 15 metros de altura, en el área 9 del Sitio de pruebas atómicas de Nevada (a unos 100 km al noroeste de la ciudad de Las Vegas), a las 3:20 de la madrugada (hora local), Estados Unidos detona la bomba atómica Mazama, pero genera una reacción nuclear muy pobre. A las 6:45 detona la bomba Humboldt sobre una torre de 10 m en el área 3v, de 7,8 kilotones. Son las bombas n.º 191 y 192 de las 1132 que Estados Unidos detonó entre 1945 y 1992.
- 1959: en la revista Pilote se publican las primeras páginas de Astérix el Galo.
- 1964: Tanganika y Zanzíbar se unen en una nueva república, que se denominará Tanzania.
- 1964: en Bolivia comienza el primero de los tres días de huelga general decretada por la COB (Central Obrera Boliviana) bajo la dirección del minero y exvicepresidente Juan Lechín Oquendo. Con una sangrienta represión, el Ejército impondrá el orden, y el vicepresidente René Barrientos Ortuño derrocará al presidente Víctor Paz Estenssoro y se instalará en el poder.
- 1965: En París (Francia) es secuestrado y asesinado Mehdi Ben Barka, dirigente revolucionario marroquí, presidente del Comité Preparatorio de la Conferencia Tricontinental.
- 1969: se envía el primer mensaje a través de ARPANET, antecesora de la red Internet.
- 1969: en la Antártida, el Gobierno argentino funda la base Marambio.
- 1972: un avión de la Lufthansa es secuestrado por integrantes del grupo terrorista Septiembre Negro. Ese mismo día por la noche en los Andes argentinos, un alud de nieve sepulta el fuselaje del accidentado Vuelo 571 de la Fuerza Aérea Uruguaya, matando a ocho de los 27 supervivientes del accidente inicial. Entre el 22 y el 23 de diciembre, 16 personas fueron rescatadas con vida de las montañas.
- 1983: en Turquía, un terremoto deja como saldo 1330 muertos
- 1985: en Liberia, asume la presidencia Samuel Doe.
- 1988: en la localidad de El Amparo de Apure (Venezuela) se produce la masacre de El Amparo con el resultado de 14 pescadores asesinados.
- 1989: en España se celebran las elecciones generales de la IV Legislatura, ganando el PSOE de Felipe González.
- 1991: la nave Galileo, de camino a Júpiter, sobrevuela el asteroide (951) Gaspra.
- 1991: en Bañolas (Cataluña), el médico haitiano Alphonse Arcelín denuncia la exhibición (en el museo Darder) del Negro de Bañolas, el cadáver embalsamado de un varón botsuano de la etnia san (llamado peyorativamente «bosquimano»), que se exhibía desde 1916. Se repatrió a Botsuana en 2007.
- 1993: se estrena Pesadilla antes de Navidad de Tim Burton.
- 1998: en Cabo Kennedy despega el Transbordador espacial Discovery en una misión espacial de experimentación con siete tripulantes entre ellos el veterano astronauta John Glenn y el astronauta español Pedro Duque.
- 2003: en Rostov del Don (Rusia) rescatan con vida a 11 de los 13 mineros que seis días atrás habían quedado sepultados por un accidente en una mina de carbón.
- 2004: en Birmania, Norodom Sihamoní es coronado rey.
- 2004: en Roma, los jefes de gobierno de la Unión Europea firman el Tratado por el que se establece una Constitución para Europa.
- 2004: Sony Computer Entertainment lanza una revisión del sistema PlayStation 2 (PlayStation 2 Slim), incluyendo un cable Ethernet.
- 2005: el "Big Ben" se detuvo durante aproximadamente 33 horas para revisarlo. Fue el mantenimiento más largo en 22 años.
- 2006: en Brasil, Luiz Inácio Lula da Silva es reelecto con un amplio margen para un segundo mandato.
- 2008: Venezuela inicia su carrera satelital con ayuda de China al lanzamiento del Satélite Simón Bolívar parte del proyecto VENESAT-1, con el cual ayudar a formar la nación tecnológicamente.
- 2009: en la ciudad de Alvarado (México), a las 4:52 de la mañana se registra un sismo de 5,5 grados en la escala de Richter.
- 2010: en la zona desmilitarizada de Corea hay un breve tiroteo entre soldados norcoreanos y surcoreanos.
- 2012: se disuelve el huracán Sandy.
- 2012: la empresa Microsoft lanza su sistema operativo para teléfonos inteligentes Windows Phone 8.
- 2018: el accidente del vuelo Vuelo 610 de Lion Air deja un resultado de 189 fallecidos.
- 2018: El basquetbolista Klay Thompson Rompe el record de triples anotados en un solo partido de la NBA.
- 2021: En Cuautitlán Izcalli, Estado de México, es asesinado a manos de policías estatales tras una persecución, el actor juvenil mexicano Octavio Ocaña a los 22 años de edad. El actor era conocido por interpretar al personaje de ''Benito Rivers'' en la serie de televisión Vecinos, de Televisa desde su estreno en julio de 2005.
- 2022: La Estampida de Halloween de Seúl se cobra la vida de 154 personas después de una avalancha en el barrio de Itaewon.
- 2023: En Kerala, India, un atentado explosivo durante una asamblea de testigos de Jehová mata a 2 personas y deja 55 heridos.
- 2024: Lluvias torrenciales en España dejan al menos 223 personas fallecidas, decenas de desaparecidos y devasta la Comunidad Valenciana, Castilla-La Mancha y Andalucía; convirtiéndose en uno de los peores desastres naturales en la historia de España.

## Nacimientos
- 1017: Enrique III el Negro, emperador del Sacro Imperio Romano Germánico entre 1046 y 1056 (f. 1056).
- 1740: James Boswell, abogado, y escritor británico (f. 1795).
- 1813: Narciso Campero, militar y político boliviano (f. 1896).
- 1815: Daniel Decatur Emmett, letrista y director teatral estadounidense (f. 1904).
- 1815: Ľudovít Štúr, político y escritor eslovaco (f. 1856).
- 1819: Fernando II, rey portugués (f. 1885).
- 1827: Marcellin Berthelot, químico e historiador francés (f. 1907).
- 1831: Othniel Charles Marsh, paleontólogo estadounidense (f. 1899).
- 1842: Thomas Somerscales, pintor británico (f. 1927).
- 1845: Juan Antonio Buschiazzo, arquitecto italiano (f. 1917).
- 1846: George W. Johnson, cantante estadounidense (f. 1914).
- 1854: Apeles Mestres, escritor, historietista y músico español (f. 1936).
- 1879: Franz von Papen, político y diplomático alemán (f. 1969).
- 1882: Jean Giraudoux, escritor francés (f. 1944).

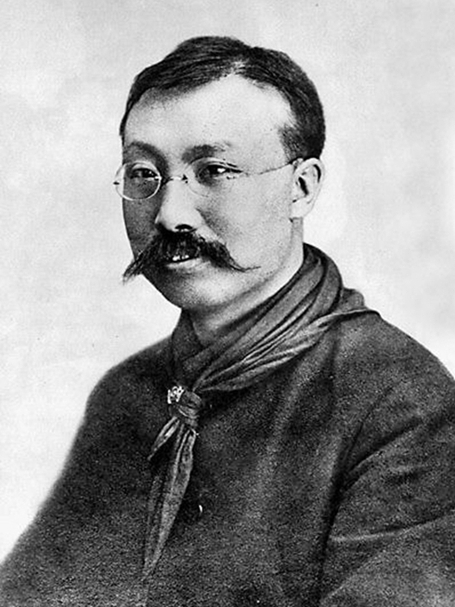
Li Dazhao (1888-1927)

- 1888: Li Dazhao, intelectual chino, uno de los padres del Partido Comunista de China (f. 1927).
- 1888: Andréi Túpolev, diseñador y constructor aeronáutico ruso (f. 1972).
- 1889: Lorenzo Luzuriaga, pedagogo español (f. 1959).
- 1891: Fanny Brice, cantante estadounidense (f. 1951).
- 1892: Aurora Bertrana, escritora española (f. 1974).
- 1897: Joseph Goebbels, ministro nazi alemán, ideólogo del Holocausto judío (f. 1945).
- 1899: Akim Tamiroff, actor ruso (f. 1972).
- 1902: Fernando López Heptener, óptico, fotógrafo y cineasta español (f. 1993).
- 1905: Henry Green, escritor británico (f. 1973).
- 1906: Fredric Brown, escritor estadounidense de ciencia ficción y misterio (f. 1972).
- 1910: Alfred Jules Ayer, pedagogo y filósofo británico, padre del positivismo lógico (f. 1989).
- 1917: Henry Carlsson, futbolista y entrenador sueco (f. 1999).
- 1918: Baby Peggy, actriz estadounidense (f. 2020).
- 1920: Baruj Benacerraf, médico venezolano, premio nobel de medicina en 1980 (f. 2011).
- 1920: Hilda Bernard, actriz argentina (f. 2022).
- 1920: Joaquín Gutiérrez Cano, político y diplomático español (f. 2009).
- 1921: Julio Aumente, poeta español (f. 2006).
- 1923: Luis Bras, dibujante, diseñador gráfico y cineasta argentino, pionero de la animación (f. 1995).
- 1923: Carl Djerassi, químico y novelista austriaco (f. 2015).
- 1924: Zbigniew Herbert, escritor polaco (f. 1998).
- 1924: Danielle Mitterrand, mujer francesa, esposa del presidente François Mitterrand (f. 2011).
- 1924: Fernando Volio Jiménez, político costarricense (f. 1996).
- 1925: Robert Hardy, actor británico (f. 2017).
- 1925: Haim Hefer, compositor, poeta y escritor israelí (f. 2012).
- 1925: Zoot Sims, saxofonista estadounidense de jazz (f. 1985).
- 1926: Jon Vickers, tenor canadiense (f. 2015).
- 1927: Pablo Antoñana, escritor español (f. 2009).
- 1930: Basilio Martín Patino, cineasta español (f. 2017).
- 1930: Omara Portuondo, cantante cubana.
- 1930: Niki de Saint Phalle, escultora, pintora y cineasta francesa (f. 2002).
- 1931: Vaali (T. S. Rangarayan), letrista, poeta y escritor indio en idioma tamil (f. 2013).
- 1932: Ronald Kitaj, pintor estadounidense de pop art (f. 2007).
- 1932: Alex Soler-Roig, piloto español de Fórmula 1.
- 1934: Ricardo de Sayn-Wittgenstein-Berleburg, aristócrata alemán (f. 2017).
- 1935: Isao Takahata, cineasta, productor y guionista japonés (f. 2018).
- 1935: Peter Watkins, cineasta inglés.
- 1936: Eugenio Barba, director y estudioso del teatro italiano.
- 1938: Ralph Bakshi, cineasta israelí-estadounidense.
- 1938: Ellen Johnson-Sirleaf, política liberiana, presidenta de Liberia entre 2006 y 2018.
- 1940: Galen Weston, empresario canadiense (f. 2021).
- 1940: Frida Boccara, cantante francesa (f. 1996).
- 1941: Chester Crocker, profesor de diplomacia estadounidense.
- 1942: Bob Ross, pintor y presentador de televisión estadounidense (f. 1995).
- 1944: Denny Laine, músico británico, de la banda The Moody Blues (f. 2023).
- 1946: Peter Green, guitarrista británico, de la banda Fleetwood Mac (f. 2020).
- 1947: Richard Dreyfuss, actor estadounidense.
- 1947: Robert Service, historiador británico.
- 1947: Paul McAuley, activista ambiental y misionero católico británico en Perú (f. 2019).
- 1947: Wenceslao López Martínez, político español.
- 1948: Kate Jackson, actriz estadounidense.
- 1949: James Williamson, guitarrista, compositor y productor estadounidense, de la banda de rock The Stooges.
- 1950: Rino Gaetano, cantautor italiano (f. 1981).
- 1950: Abdullah Gül, político turco, presidente de Turquía entre 2007 y 2014.
- 1952: Guillermo Maldonado, piloto argentino de automovilismo.
- 1952: Morris Bradshaw, jugador de fútbol americano estadounidense (f. 2025).
- 1955: Kevin DuBrow, cantante estadounidense, de la banda Quiet Riot (f. 2007).
- 1955: Roger O'Donnell, músico británico, de la banda The Cure.
- 1956: Wilfredo Gómez, boxeador puertorriqueño.
- 1956: Bernardo del Rosal, jurista español.
- 1957: Dan Castellaneta, actor de voz estadounidense.
- 1958: María Teresa Marú Mejía, política mexicana (f. 2021).
- 1959: John Magufuli, político, matemático y químico tanzano, presidente de Tanzania entre 2015 y 2021 (f. 2021).
- 1960: Fabiola Gianotti, física de partículas italiana.
- 1960: Juan Carlos Gustems, actor de doblaje español.
- 1961: Randy Jackson, músico estadounidense, de la banda The Jackson Five.
- 1961: Danny Berrios, cantante puertorriqueño de música cristiana.
- 1962: Einar Örn Benediktsson, cantante y trompetista islandés, de la banda The Sugarcubes.
- 1962: Iñaki Bolea, exjugador y entrenador de hockey sobre hielo español.
- 1962: Binho Marques, político brasileño.
- 1962: Marioara Trașcă, remera rumana.
- 1962: Yahya Sinwar, líder de la organización islamista palestina Hamás (f. 2024).
- 1962: René Pollesch, director de cine alemán (f. 2024).
- 1963: Jed Brophy, actor estadounidense.
- 1965: Horacio Rodríguez Larreta, político argentino.
- 1967: Rufus Sewell, actor británico.
- 1970: Phillip Cocu, futbolista neerlandés.
- 1970: Edwin van der Sar, futbolista neerlandés.
- 1971: Daniel J. Bernstein, profesor estadounidense, creador de un sistema de correo electrónico.
- 1971: Winona Ryder, actriz estadounidense.
- 1972: Gabrielle Union, actriz estadounidense.
- 1972: Tracee Ellis Ross, actriz estadounidense.
- 1972: Obi Ndefo, actor estadounidense de ascendencia nigeriana (f. 2024).
- 1973: Robert Pirès, futbolista francés.
- 1974: Albert Nađ, futbolista serbio.
- 1974: R. A. Dickey, beisbolista estadounidense.
- 1975: Michael Schur, productor y guionista estadounidense.
- 1976: Mark Sheehan, cantante, compositor, guitarrista y productor irlandés (f. 2023).
- 1976: Juan Miguel Galvis Bedoya, arquitecto y político colombiano, Gobernador de Quindío desde 2024.
- 1979: Igor Duljaj, futbolista serbio.
- 1980: Ben Foster, actor estadounidense.
- 1981: Amanda Beard, nadadora estadounidense.
- 1981: Ruslan Rotan, futbolista ucraniano.
- 1981: Espinoza Paz, cantante y compositor mexicano.
- 1982: Chelan Simmons, actriz canadiense.
- 1983: Dana Eveland, beisbolista estadounidense.
- 1983: Jason Tahincioglu, piloto de automovilismo turco.
- 1983: Amit Sebastian Paul, cantante sueco, de la banda A-Teens.
- 1984: Álvaro González Luengo, futbolista uruguayo.
- 1985: Ximena Sariñana, actriz y cantante mexicana.
- 1985: Antonio Carlos da Silva Neto, futbolista brasileño.
- 1986: Derek Theler, actor estadounidense.
- 1987: Manuel Medrano, es un cantautor colombiano
- 1987: Tove Lo, cantautora sueca.
- 1988: Kayne Vincent, futbolista neozelandés.
- 1988: Andy King, futbolista galés.
- 1988: Saladin Said, futbolista etíope.
- 1989: Irina Karamanos, antropóloga, socióloga y politóloga chilena, primera dama de Chile desde 2022.
- 1989: Primož Roglič, ciclista esloveno.
- 1990: Ender Inciarte, beisbolista venezolano.
- 1990: Eric Saade, cantante sueco.
- 1991: Tom Devriendt, ciclista belga.
- 1992: Andrea Lagunés, actriz y cantante mexicana.
- 1992: Kevin Bury, actor, bailarín y modelo colombiano.
- 1992: Emīls Liepiņš, ciclista letón.
- 1993: India Eisley, actriz estadounidense.
- 1995: Yao Junsheng, futbolista chino.
- 1996; Sam Brotherton, futbolista neozelandés.
- 1996: Nicolás Campisi, futbolista argentino.
- 1996: Mariasun Quiñones, futbolista española.
- 1996: Ennur Totre, futbolista macedonio.
- 1996: Emilia Mernes, actriz y cantante argentina.
- 1997: Ale Müller, actriz mexicana.
- 1997: Rawle Alkins, baloncestista estadounidense.
- 1997: Imerio Cima, ciclista italiano.
- 1997: Darnell Mooney, jugador de fútbol americano estadounidense.
- 1997: Irina Kazakévich, biatleta rusa.
- 1998: Lance Stroll, piloto canadiense de Fórmula 1.
- 1998: Rafa Mújica, futbolista español.
- 1998: Tomás Giménez, futbolista argentino.
- 1998: Charlie Jones, jugador de fútbol americano estadounidense.
- 1998: Marreon Jackson, baloncestista estadounidense.
- 1999: Ioannis Marokos, remero griego.
- 1999: Shuga Arai, futbolista japonés.
- 2001: Carlos Romero Serrano, futbolista español.
- 2001: Arnau Ortiz Sánchez, futbolista español.
- 2002: Doğan Alemdar, futbolista turco.
- 2002: Pavel Bittner, ciclista checo.
- 2004: Tom Rothe, futbolista alemán.

## Fallecimientos
- 1268: Clemente IV, papa italiano, entre 1265 y 1268 (n. 1202).
- 1268: Conradino de Hohenstaufen, aristócrata suabo (n. 1252).
- 1618: Walter Raleigh, navegante, político y escritor británico; decapitado (n. 1552).
- 1666: James Shirley, dramaturgo británico (n. 1596).
- 1677: Charles Coypeau de Assoucy, poeta y músico francés (n. 1605).
- 1684: Antonio Vera Mujica, militar, explorador y conquistador hispanoargentino (n. 1620).
- 1783: Jean le Rond d'Alembert, matemático francés (n. 1717).
- 1796: Charles Lynch, juez estadounidense (n. 1736).
- 1804: George Morland, pintor británico (n. 1763).
- 1829: Maria Anna Mozart, música austriaca, hermana mayor de Wolfgang (n. 1751).
- 1876: José María Berganza, político chileno (n. 1809).
- 1877: Nathan Bedford Forrest, general confederado estadounidense (n. 1821).
- 1885: George Brinton McClellan, militar y político estadounidense (n. 1825).
- 1901: Leon Czolgosz, anarquista y asesino estadounidense (n. 1873).
- 1911: Joseph Pulitzer, editor estadounidense (n. 1847).
- 1913: Darío de Regoyos, pintor español (n. 1857).
- 1932: Joseph Babiński, neurólogo franco-polaco (n. 1857).
- 1932: Reveriano Soutullo, compositor español de zarzuelas (n. 1880).
- 1933: Albert Calmette, físico francés (n. 1863).
- 1933: Paul Painlevé, matemático, ingeniero aeronáutico y político francés (n. 1863).
- 1934: Gustavo Campa, compositor, profesor y crítico musical mexicano (n. 1863).
- 1936: Ramiro de Maeztu, escritor y político español (n. 1875).
- 1938: Béla Kun, político húngaro (n. 1886).
- 1949: G. I. Gurdjieff, místico armenio (n. 1872).
- 1950: Gustavo V, rey sueco (n. 1858).
- 1957: Louis B. Mayer, productor de cine y empresario estadounidense (n. 1884).
- 1963: Adolphe Menjou, actor estadounidense (n. 1890).
- 1969: Francisco Orlich, presidente costarricense (n. 1907)
- 1969: Samuel Miklos Stern, arabista y hebraísta húngaro de origen israelí (n. 1920).
- 1971: Duane Allman, guitarrista estadounidense, de la banda Allman Brothers Band (n. 1946).
- 1971: Arne Tiselius, bioquímico sueco, premio nobel de química en 1948 (n. 1902).
- 1972: Manuel Villar, anarquista argentino (n. 1904).
- 1980: Giorgio Borg Olivier, jurista y político maltés (n. 1911).
- 1980: Félix Ulloa, ingeniero industrial y académico salvadoreño (n. 1929).
- 1981: Georges Brassens, cantautor francés (n. 1921).
- 1983: Ana Cristina Cesar, poeta brasileña (n. 1952).
- 1987: Woody Herman, músico estadounidense (n. 1913).
- 1995: Rubén Lena, poeta y compositor uruguayo (n. 1925).
- 1995: Terry Southern, guionista estadounidense (n. 1924).
- 1997: Anton Szandor LaVey, religioso estadounidense, fundador de la Iglesia de Satán (n. 1930).
- 1998: Gilda Lousek, actriz argentina (n. 1937).
- 1999: Greg, historietista belga (n. 1931).
- 2000: Carlos Guastavino, pianista y compositor argentino (n. 1912).
- 2000: Manolo Muñoz, cantante y compositor mexicano (n. 1941).
- 2001: Clota Lanzetta, empresario y cantante argentino (n. 1962).
- 2002: Glenn McQueen, director y supervisor de animación digital (n. 1960)
- 2003: Franco Corelli, tenor italiano (n. 1921).
- 2003: Hal Clement, escritor de ciencia ficción estadounidense (n. 1922).
- 2003: Jaime Castillo Velasco, abogado y político chileno (n. 1914).
- 2004: Edward Oliver LeBlanc, político dominiqués (n. 1923).
- 2005: Fernando Alegría, escritor, crítico literario y diplomático chileno (n. 1918).
- 2006: Mohammadu Maccido, religioso musulmán nigeriano, 18.º sultán de Sokoto (n. 1928).
- 2006: Nigel Kneale, escritor británico (n. 1922).
- 2009: Ricard Terré, fotógrafo español (n. 1928).
- 2009: Anna Yegorova, militar soviética (n. 1916).
- 2010: Marcelino Camacho, sindicalista y político español (n. 1918).
- 2011: Walter Vidarte, actor uruguayo (n. 1931).
- 2012: Albano Harguindeguy, militar argentino (n. 1927).
- 2013: Julia von Grolman, actriz argentina (n. 1935).
- 2014: Rosa Posada, abogada y política española (n. 1940).
- 2014: Rainer Hasler, futbolista liechtensteinense (n. 1958).
- 2015: María Luisa Aguilar, astrónoma peruana (n. 1938).
- 2017: Raúl García Zárate, abogado y concertista de guitarra peruano (n. 1931).
- 2018: Mariama Keïta, periodista nigeriana (n. 1946).
- 2019: Rebeca González, actriz venezolana (n. 1951).
- 2020: Karim Akbari Mobarakeh, actor y cineasta iraní (n. 1953).
- 2021: Clément Mouamba, político congoleño (n. 1943).
- 2021: Octavio Ocaña, actor mexicano (n. 1998).
- 2022: Hugo Camps, periodista, columnista y escritor belga (n. 1943).
- 2024: Teri Garr, actriz estadounidense (n. 1944).

## Celebraciones
- Día Internacional de los Cuidados y el Apoyo.[1][2]Por decisión de la ONU se fijó este recordatorio desde 2023, con motivo de visibilizar la carga que recae principalmente sobre las mujeres y LGBTI+ y dificulta su pleno acceso a derechos.

- Día Mundial de la Psoriasis.[3]

- Día Mundial de la Codificación.[4]

- Día Mundial del Ictus.[5]También conocido como Día Mundial del Accidente Cerebrovascular (ACV).

- Día Internacional de la Prevención del Lavado de Dinero.

- Día Internacional del Gato.[6]Una propuesta realizada por Colleen Paige, quien fue una profesional experta en su comportamiento y quiso generar conciencia en la población sobre la cantidad de gatos abandonados que existían en las calles de los Estados Unidos.

 Por países
(Por orden alfabético)
- Argentina:
  - Día Nacional del Aceitero.[7]Instituido en 1988 por la Federación de Obreros y Empleados de la Industria Aceitera.

- Bolivia:
  - Día Nacional del Agua y  Saneamiento.

- Camboya:
  - Día de la Coronación.

- Turquía:
  - Día de la República.

### Santoral católico
- San Cayetano Errico.
- San Colmán de Kilmacduagh.
- San Dodón de Wallers.
- San Feliciano de Cartago.
- San Honorato de Vercelli.
- San Narciso de Gerona.
- San Narciso de Jerusalén.[8]
- San Teodario de Vienne.
- San Zenobio de Sidón.
- Beata Ángeles Ginard Martí.
- Beata María Restituta Kafka.

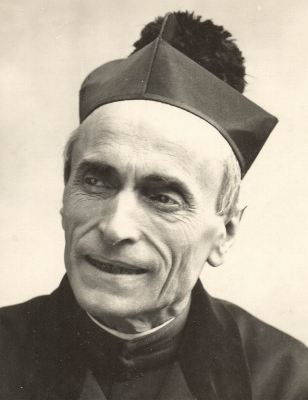
Miguel Rúa fue un sacerdote católico, rector mayor de la Congregación Salesiana entre 1888 y 1910 como I sucesor de Don Bosco.

- Beato Miguel Rúa (imagen ilustrativa).